# 岩北駅
岩北駅（いわきたえき）は、かつて鹿児島県曽於郡末吉町（現・曽於市）岩崎にあった日本国有鉄道（国鉄）志布志線の駅である。志布志線廃止に伴い1987年（昭和62年）3月28日に廃駅となった。

## 歴史
- 1934年（昭和9年）4月1日：開業[1]。
- 1959年（昭和34年）12月25日：貨物取扱廃止[1]。
- 1962年（昭和37年）4月1日：荷物扱い廃止[1][2]。旅客のみを取り扱う駅員無配置駅となる[3]。
- 1977年（昭和52年）11月：待合所を新築し、旅客案内放送装置と列車接近警報装置を設置[4][5]。
- 1987年（昭和62年）3月28日：志布志線廃止に伴い廃駅となる[1]。

## 駅構造
- 片面ホーム1面1線を持つ交換不能駅であった。
- 築堤の上にあった。
- 無人駅であった。
- 有人駅時代には駅舎があったが、無人化後に取り壊され、新たにホームの上に待合所が設置された。

## 駅周辺

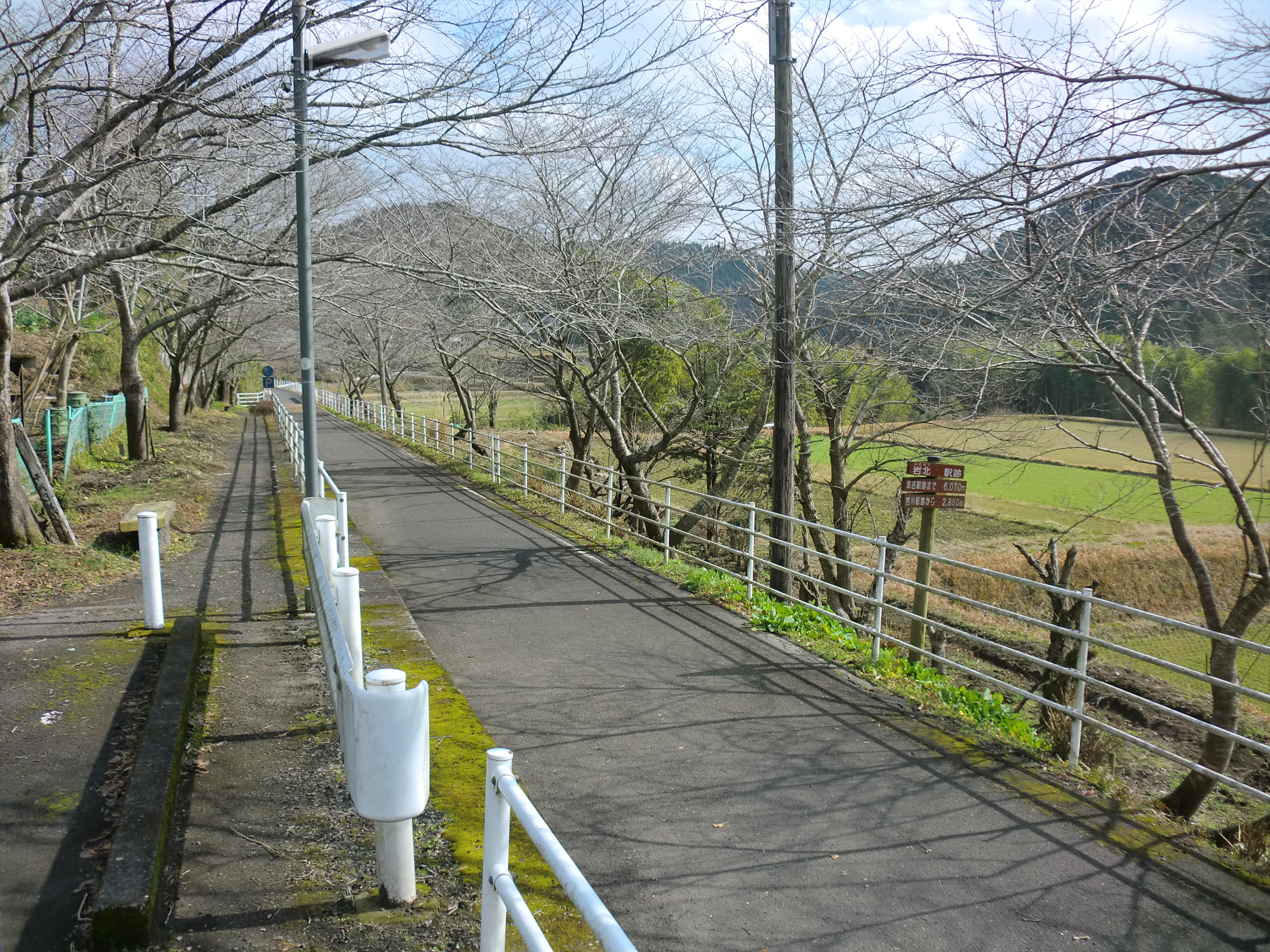
駅ホーム跡（2013年1月）

駅跡地には記念碑と動輪が残る。また簡易トイレが設けられている。近くの自治会公民館にトイレがないこともあって、比較的利用者は多いという。

## 隣の駅
日本国有鉄道
志布志線
末吉駅 - 岩北駅 - 岩川駅